# Schloss Prielau
Schloss Prielau är ett slott i Österrike.   Det ligger i distriktet Zell am See och förbundslandet Salzburg, i den centrala delen av landet, 290 km väster om huvudstaden Wien. Schloss Prielau ligger 749 meter över havet.
Terrängen runt Schloss Prielau är bergig åt nordost, men åt sydväst är den kuperad. Schloss Prielau ligger nere i en dal. Närmaste större samhälle är Zell am See, 0,96 km söder om Schloss Prielau. 
I omgivningarna runt Schloss Prielau växer i huvudsak blandskog. Runt Schloss Prielau är det ganska glesbefolkat, med 34 invånare per kvadratkilometer.